# Rolfe (Iowa)
Rolfe és una població dels Estats Units a l'estat d'Iowa. Segons el cens del 2000 tenia 675 habitants.

## Demografia
Segons el cens del 2000, Rolfe tenia 675 habitants, 296 habitatges, i 185 famílies. La densitat de població era de 248,2 habitants/km².
Dels 296 habitatges en un 24,3% hi vivien nens de menys de 18 anys, en un 52,4% hi vivien parelles casades, en un 7,4% dones solteres, i en un 37,2% no eren unitats familiars. En el 34,5% dels habitatges hi vivien persones soles el 21,6% de les quals corresponia a persones de 65 anys o més que vivien soles. El nombre mitjà de persones vivint en cada habitatge era de 2,2 i el nombre mitjà de persones que vivien en cada família era de 2,85.
Per edats la població es repartia de la següent manera: un 22,7% tenia menys de 18 anys, un 6,4% entre 18 i 24, un 21% entre 25 i 44, un 22,7% de 45 a 60 i un 27,3% 65 anys o més.
L'edat mediana era de 45 anys. Per cada 100 dones de 18 o més anys hi havia 86,4 homes.
La renda mediana per habitatge era de 24.861 $ i la renda mediana per família de 32.500 $. Els homes tenien una renda mediana de 28.750 $ mentre que les dones 19.167 $. La renda per capita de la població era de 12.426 $. Entorn del 9,7% de les famílies i el 12,5% de la població estaven per davall del llindar de pobresa.

## Poblacions més properes
El següent diagrama mostra les poblacions més properes.